# Toyota Tundra Madness 2.0
Toyota Tundra Madness 2.0 (o simplemente Tundra Madness 2.0) fue un videojuego de carreras todoterreno gratuito basado en navegador de 2001 desarrollado por WildTangent y publicado por Microsoft. Es la secuela de Toyota Tundra Madness.

## Jugabilidad
En el juego se podía conducir una Toyota Tundra que a diferencia de su predecesor se podía ir por varias pistas con tráfico y "gnomos" de Toyota que al atropellarlos se obtenía puntos extra.